# محسن مخملباف
محسن مخملباف (زادهٔ ۸ خرداد ۱۳۳۶ در تهران) نویسنده و کارگردان ایرانی است. او در سال ۱۳۸۴ از ایران رفت و اکنون در فرانسه زندگی می‌کند.

## زندگی
محسن مخملباف در جنوب شهر تهران به دنیا آمد و به دلیل فقر خانوادگی از هشت تا هفده سالگی در سیزده شغل مختلف شاگردی و کارگری کرد تا مخارج خود و مادرش را تأمین کند. او از پانزده سالگی در گروهی چریکی که خود تشکیل داده بود، به فعالیت مخفی پرداخت. در هفده سالگی در جریان عملیات خلع سلاح یک پلیس تیر خورد و دستگیر شد. او در زندان داستان‌نویسی را شروع کرد و پس از زندان به فیلم‌سازی روی آورد.
همسر اول محسن مخملباف، فاطمه مشکینی بود که در اثر آتش‌سوزی درگذشت و مخملباف بعداً با خواهر او مرضیه مشکینی ازدواج کرد.

## فعالیت‌های سینمایی
مخملباف در دهه‌های ۶۰ و ۷۰ خورشیدی، از پرکارترین سینماگران پس از انقلاب در ایران بود. سیر تحول اندیشه، باورها و اصول او در آثارش بازتاب داده‌شده‌است.
او با نخستین فیلم بلند خود، توبهٔ نصوح (۱۳۶۱)، فیلم‌سازی مذهبی شناخته‌شد که در راستای شعار انقلابی حمایت از مستضعفان، خواهان دست کشیدن طبقهٔ مستکبر از مال دنیا شده‌است. در سال ۱۳۶۴، مخملباف با نوشتن فیلمنامهٔ زنگ‌ها، برای نخستین بار از طرح شعارهای آرمان‌گرایانهٔ حکومتی، به بررسی پیچیدگی‌های زندگی انسان و جستجو برای معنی زندگی و مرگ رو کرد و با کارگردانی فیلم بایسیکل‌ران، به نقطهٔ عطف کار سینمایی خود در این راستا رسید. بایسیکل‌ران در سال ۱۳۶۷ جایزهٔ بهترین کارگردانی و بهترین فیلم‌نامهٔ هفتمین جشنوارهٔ فیلم فجر را دریافت کرد. فیلم سه‌بخشی دستفروش (۱۳۶۸) او، ازنظر فضاهای سورئالیستی و شیوهٔ طرح داستان، در سینمای پس از انقلاب اثری تازه به‌حساب می‌آمد. مخملباف در سال ۱۳۶۸ در فیلم کلوزآپ (نمای نزدیک) به کارگردانی عباس کیارستمی نقش خودش را بازی کرد. داستان واقعی فیلم درمورد مردی به نام حسین سبزیان بود که خود را به نام مخملباف به خانواده‌ای معرفی کرده بود و به آنها وعدهٔ ایفای نقش در فیلم بعدی‌اش را داده بود. مخملباف با کارگردانی دو فیلم نوبت عاشقی و شب‌های زاینده‌رود (۱۳۶۹) فیلمساز جداشده از شعارها و آرمان‌گرایی مذهبی را نشان داد که از مخاطب می‌خواهد در هر موقعیت خود را جای فرد مقابل بگذارد. از این دو فیلم، اولی به مسئلهٔ عشق انسان‌ها به هم و روابط خارج از ازدواج و درگیری‌های ناشی از آن، و دومی به آزادی انتخاب، دیدن رزمندگان به‌عنوان انسان‌هایی با نقاط قوت و ضعف دیگر انسان‌های جامعه، و خودکشی می‌پردازد. این دو فیلم توقیف و دررسانه‌های حکومتی و از قلم نویسندگان مطلوب حکومت، متن‌هایی علیه آنها و مخملباف نوشته‌شد.
مخملباف در سه فیلم بعدی خود، از زوایای مختلف به موضوع سینما پرداخت. ناصرالدین شاه آکتور سینما (۱۳۷۰) نگاهی سورئالیستی به تاریخ سینمای ایران و سانسور در آن است. هنرپیشه (۱۳۷۱) به درگیری‌های ذهنی و کاری هنرپیشه‌ای سرشناس (اکبر عبدی با بازی خودش) می‌پردازد، و سلام سینما (۱۳۷۳) داستان مستندی از برگزاری آزمون بازیگری در مرکز سینمایی باغ فردوس تهران به‌وسیله مخملباف با حضور انبوهی از علاقه‌مندان بازیگری و کاوشی در دلایل علاقهٔ آنها به سینما است. در فیلم نون و گلدون (۱۳۷۴)، مخملباف با دستمایه قراردادن حمله چریکی خود به پاسبانی در جریان انقلاب، به نقد خشونت برای مبارزه پرداخته‌است.
از میان کارهای بعدی مخملباف، گبّه (۱۳۷۴) که داستان آن در میان کوچندگان قشقایی می‌گذرد، و سکوت (۱۳۷۷) که در تاجیکستان ساخته شده‌است، به‌ترتیب ابراز ارادت او به «رنگ» و «موسیقی» دانسته شده‌اند.
مخملباف در فیلم‌های سفر قندهار (۱۳۷۹) الفبای افغان (۱۳۸۱) به وضعیت افغانستان و مهاجران افغان پرداخته‌است. مخملباف خود گفته‌است «فیلم الفبای افغان توانست قانون را به نفع کودکان مهاجر افغان در ایران که از مدرسه رفتن محروم بودند، عوض کند و سرانجام پس از نمایش این فیلم در مدارس به روی نیم میلیون کودک افغانی پس از ۸ سال گشوده شد و ۱۲۰۰ جوان مهاجر افغان به دانشگاه‌های ایران پذیرفته شدند. این فیلم نشان داد که سینما می‌تواند منجر به تحولات بزرگ اجتماعی شود و من اگر تنها برای ساختن همین یک فیلم به دنیا آمده بودم ارزشش را داشت.»
از سال ۱۳۸۴ مخملباف در خارج از ایران کار و زندگی می‌کند. او فیلم سکس و فلسفه (۱۳۸۴) را در تاجیکستان، فریاد مورچه‌ها (۱۳۸۶) را در هند، باغبان (۱۳۹۱) را در اسرائیل، پرزیدنت (۱۳۹۳) را در گرجستان و مارگه و مادرش (۱۳۹۸) را در ایتالیا ساخته‌است.

وی در خصوص ایفای نقش تدوین‌گری فیلم گفته است که:
بیش از بیست فیلم سینمایی را رسماً و چندین فیلم را غیررسمی تدوین کرده‌ام. از تدوین‌های رسمی، نیمی از آن فیلم‌های خودم بوده، نیمی از آن فیلم‌های دیگران. در موارد غیررسمی یک طرف یا دو طرف خواسته‌ایم که نام من مخفی بماند. در امر داستان و فیلم‌نامه، اوضاع از این هم گَل و گشادتر بوده است. اول اینکه جلوی دهانم را نمی‌توانم بگیرم. هر طرحی را برای هر کسی ممکن است تعریف کنم و بسیار شده که طرح‌هایم به تعارف یا یغما رفته است. گاهی کسانی به این یغما دست یازیده‌اند که ظاهراً ۱۸۰ درجه مخالف من می‌اندیشند یا ادعایش را دارند و بخشی از امور روزانه‌شان به صفت نسبت دادن به موصوفی که من و امثال من باشیم مربوط است. اما من نمی‌رنجم و خوشحالم که ایشان به افکار من آلوده شده‌اند، حتی اگر افکار مرا و ایده‌های مرا دزدیده باشند.

## خانه فیلم مخملباف
در سال ۱۳۷۵، مخملباف مدرسه فیلم مخملباف را با هشت نفر از دوستان و اعضای خانواده تشکیل داد و چون جایی برای ایجاد مدرسه نداشت، خانهٔ خود را به مدرسه تبدیل کرد.
این مدرسه هر روز هشت تا شانزده ساعت تدریس داشت. کوچک‌ترین شاگرد این مدرسه «حنا» دختر هشت ساله مخملباف بود. مواد درسی فقط سینما نبود و به زندگی، ورزش و هنر هم مربوط می‌شد. از امور عادی زندگی، رانندگی، شهرشناسی، آشپزی، کامپیوتر و زبان بود. از هنرهای دیگر، آشنایی با نقاشی، عکاسی، شعر و موسیقی بود و از سینما، اقتصاد فیلم، برنامه‌ریزی تولید، فیلمنامه‌نویسی، هدایت بازیگر، فیلمبرداری، تدوین، صداگذاری، دکوپاژ، تاریخ سینما و تحلیل فیلم بود. از این مدرسه یک نفر به عنوان فیلمبردار، یک نفر به عنوان صدابردار، یک نفر به عنوان طراح صحنه، سه نفر به عنوان کارگردان، یک نفر به عنوان عکاس و تدوینگر و… فارغ‌التحصیل شدند. خانه فیلم مخملباف که تهیه‌کننده آثار بعدی خانواده مخملباف معرفی می‌شود، تداوم فعالیت این مدرسه است.

## فعالیت‌های سیاسی پیش از انقلاب ۱۳۵۷

مخملباف در سال ۱۳۵۳

محسن مخملباف پیش از انقلاب ۵۷ در قالب گروهی کوچک فعالیت سیاسی و چریکی داشته‌است.
به گفتهٔ مخملباف، وی در ۱۷ سالگی با گلوله پلیس مجروح گردید و نزدیک به ۵ سال به جرم سیاسی زندانی شد، شش ماه شکنجه باعث از کار افتادگی پاهایش شد که پس از چند عمل جراحی بهبود یافت. به گفتهٔ حشمت رئیسی تحلیلگر سیاسی تلویزیون میهن، مخملباف شکنجه نشده بود
بنابر روزنامهٔ اطلاعات چاپ ۱۸ اسفند ۱۳۵۵: «در سال ۱۳۵۳ روح‌الله کفیلی، محسن مخملباف و غلامحسین لنگرودی قزوینی‌نژاد با نقشه‌ای قبلی برای به‌دست آوردن اسلحه، به پاسبانی در خیابان ایران حمله کردند. در جریان درگیری پاسبان با ضربات متعدد کارد روح‌الله کفیلی زخمی‌شد، سپس پاسبان با شلیک گلوله، مخملباف را زخمی و دستگیر کرد. کفیلی توانست بگریزد و قزوینی‌نژاد به‌دست مردم دستگیر شد. مخملباف به تحمل ۵ سال و قزوینی‌نژاد به تحمل ۱۵ سال حبس درجهٔ یک جنایی محکوم گردیدند. کفیلی پس از دستگیری، ابتدا به اعدام و سپس با عفو شاه به تحمل حبس ابد محکوم گردید.»
در ۲۲ مرداد ۱۳۵۳ و موضوع اتهام را «اقدام علیه امنیت کشور» ذکر کرده‌است. همچنین در این سند بازجویان پرونده «تشکیل یک گروه خرابکار و چاپ و توزیع اعلامیه‌های مضره و مطالعه و تبادل جزوات مارکسیستی، حمله به پاسبان پست و مضروب نمودن آن در حین انجام وظیفه به منظور خلع سلاح پاسبان، ساختن مواد منفجره (کوکتل مولوتف) و توهین به مقام شامخ سلطنت» را محرز و مسلم دانسته‌اند.

## فعالیت در گروه‌های نظامی پس از انقلاب

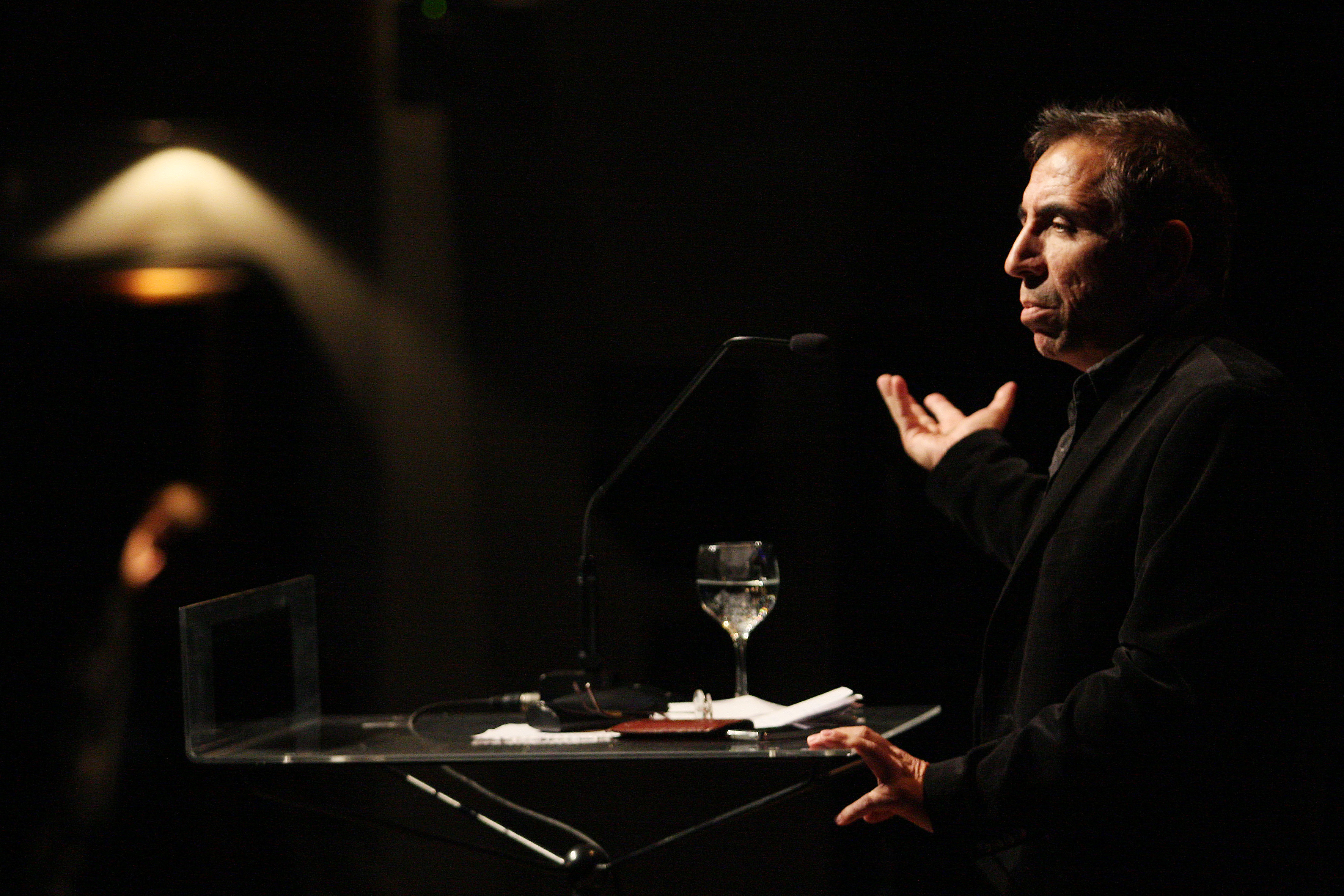
محسن مخملباف در Fronteiras do Pensamento Porto Alegre در سال ۲۰۱۱

به پیشنهاد هاشمی رفسنجانی و با هدف مقابله با دیگر عناصر نظامی در روزهای پس از انقلاب از گروه‌های کوچک شبه‌نظامی برای ادغام با یکدیگر دعوت شد. در چهاردهم فروردین ۱۳۵۸ خورشیدی، هفت گروه امت واحده، گروه توحیدی بدر، گروه توحیدی صف، گروه فلاح، گروه فلق، گروه منصورون و گروه موحدین به هم پیوستند و سازمان مجاهدین انقلاب اسلامی ایران را به وجود آوردند. محسن مخملباف، محسن رضایی، سعید حجاریان، محمدباقر ذوالقدر، سید مصطفی تاج‌زاده، بهزاد نبوی، فیض‌الله عرب‌سرخی، محسن آرمین، مرتضی الویری، محمد سلامتی از چهره‌های جوان سازمان مجاهدین انقلاب اسلامی ایران بودند که این سازمان در ماه‌های بعد یکی از گروه‌های چهارگانه عامل تأسیس سپاه پاسداران انقلاب اسلامی شد.

## انتقادات مخملباف از فیلم‌های دهه ۶۰
محسن مخملباف پس از نمایش فیلم اجاره‌نشین‌ها ساخته داریوش مهرجویی  در سال ۱۳۶۶ پس از اکران فیلم در نامه‌ای به محمد بهشتی- رئیس وقت فارابی- می‌نویسد آن را یک فیلم ضد انقلاب خواند و او پس از تماشای فیلم تصمیم داشته نارنجک به خود ببندند، مهرجویی را بغل کند و ضامن را بکشد. اما با قرآن استخاره کرده و نتیجه خوب نیامده است. او از بهشتی در این نامه می‌خواهد از اکران فیلم جلوگیری کند.

## کارنامه هنری

### بازیگری
- داستانهای جزیره (اپیزود سوم، تست دموکراسی)، ۱۳۷۷
- نون و گلدون، ۱۳۷۴
- سلام سینما، ۱۳۷۳
- کلوزآپ، ۱۳۶۸

### کارگردانی
- مارگه و مادرش، ۱۳۹۸
- پرزیدنت، ۱۳۹۳
- باغبان، ۱۳۹۱
- فریاد مورچه‌ها، ۱۳۸۶
- سکس و فلسفه، ۱۳۸۴
- سردتر از آتش، ۱۳۸۴
- دوشنبه بازار، ۱۳۸۳
- الفبای افغان، ۱۳۸۱
- سفر قندهار، ۱۳۷۹
- داستانهای جزیره (اپیزود سوم، تست دموکراسی)، ۱۳۷۷
- سکوت، ۱۳۷۷
- قصه‌های کیش (اپیزود سوم: در)، ۱۳۷۷
- مدرسه‌ای که باد برد، ۱۳۷۶
- گبه، ۱۳۷۴
- نون و گلدون، ۱۳۷۴
- سلام سینما، ۱۳۷۳
- هنرپیشه، ۱۳۷۱
- ناصرالدین‌شاه آکتور سینما، ۱۳۷۰
- نوبت عاشقی، ۱۳۶۹
- شب‌های زاینده‌رود، ۱۳۶۹
- عروسی خوبان، ۱۳۶۷
- بایسیکل‌ران، ۱۳۶۶
- دستفروش، ۱۳۶۵
- بایکوت، ۱۳۶۴
- استعاذه، ۱۳۶۳
- دو چشم بی‌سو، ۱۳۶۲
- توبهٔ نصوح، ۱۳۶۱

### نویسندگی
- بازنویسی ذهن، ۱۳۹۵
- فریاد مورچه‌ها، ۱۳۸۶
- شاعر زباله‌ها، ۱۳۸۴
- روزی که زن شدم، ۱۳۷۹
- سفر قندهار، ۱۳۷۹
- تخته‌سیاه، ۱۳۷۸
- سکوت، ۱۳۷۷
- قصه‌های کیش (اپیزود سوم: در)، ۱۳۷۷
- مدرسه‌ای که باد برد، ۱۳۷۶
- سیب، ۱۳۷۶
- گبه، ۱۳۷۴
- نون و گلدون، ۱۳۷۴
- سلام سینما، ۱۳۷۳
- مرد ناتمام، ۱۳۷۱
- هنرپیشه، ۱۳۷۱
- ناصرالدین‌شاه آکتور سینما، ۱۳۷۰
- شب‌های زاینده‌رود، ۱۳۶۹
- فرماندار، ۱۳۶۹
- نوبت عاشقی، ۱۳۶۹
- باغ بلور، ۱۳۶۸
- مدرسه رجایی، ۱۳۶۸
- عروسی خوبان، ۱۳۶۷
- جراحی روح، ۱۳۶۶
- دستفروش، ۱۳۶۵
- بایسیکل‌ران، ۱۳۶۴
- بایکوت، ۱۳۶۴
- زنگ‌ها، ۱۳۶۴
- استعاذه، ۱۳۶۲
- دو چشم بی‌سو، ۱۳۶۲
- توبهٔ نصوح، ۱۳۶۱
- توجیه، ۱۳۶۰

#### مجموعه
- گنگ خوابدیده (سه جلد)

## جوایز بین‌المللی

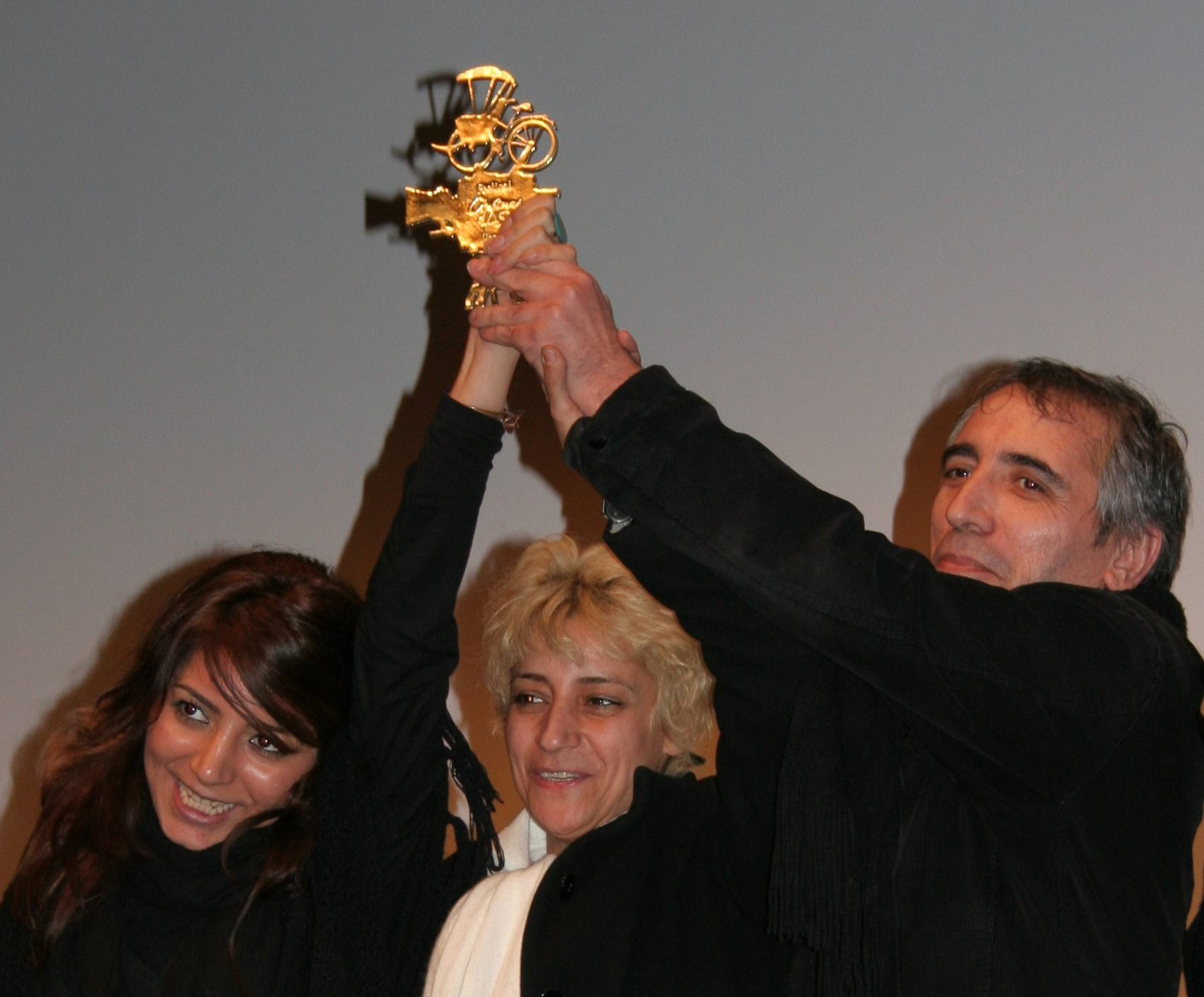

- جایزه بهترین فیلم از جشنواره ریمینی، ایتالیا ۱۹۸۹، (بخاطر فیلم بایسیکل ران)
- جایزه بهترین فیلم از جشنواره فیلم هاوائی، آمریکا ۱۹۹۱، (بخاطر فیلم بایسیکل ران)
- جایزه بهترین فیلم از جشنواره تائورمینا، ایتالیا ۱۹۹۲، (بخاطر فیلم ناصرالدین شاه آکتور سینما)
- جایزه بهترین فیلم از جشنواره فیلم کارلووی واری، جمهوری چک ۱۹۹۲، (بخاطر فیلم ناصرالدین شاه آکتور سینما)
- جایزه بهترین فیلم انجمن منتقدان بین‌المللی فیپرشی از جشنواره فیلم کارلووی واری، جمهوری چک ۱۹۹۲، (بخاطر فیلم ناصرالدین شاه آکتور سینما)
- جایزه بهترین کارگردانی از جشنواره فیلم کارلووی واری، جمهوری چک ۱۹۹۲، (بخاطر فیلم ناصرالدین شاه آکتور سینما)
- جایزه ویژه هیئت داوران از جشنواره فیلم استانبول، ترکیه ۱۹۹۳، (بخاطر فیلم ناصرالدین شاه آکتور سینما)
- جایزه مطبوعات از جشنواره فیلم سائوپائولو، برزیل ۱۹۹۵، (بخاطر تمامی آثار)
- جایزه بهترین فیلم از جشنواره فیلم مونیخ، آلمان ۱۹۹۶، (بخاطر فیلم سلام سینما)
- جایزه بهترین فیلم هنری از جشنواره فیلم توکیو، ژاپن ۱۹۹۶، (بخاطر فیلم گبه)
- جایزه بهترین کارگردانی از جشنواره فیلم سیتگس، اسپانیا ۱۹۹۶، (بخاطر گبه)۱۲- جایزه ویژه منتقدان از جشنواره فیلم سیتگس، اسپانیا ۱۹۹۶، (بخاطر گبه)
- یکی از ده فیلم برتر جهان در سال ۱۹۹۶، به انتخاب مجله تایمز، آمریکا ۱۹۹۶، (بخاطر فیلم گبه)
- جایزه بهترین فیلم بلند آسیائی از جشنواره فیلم سنگاپور، سنگاپور ۱۹۹۷، (بخاطر فیلم گبه)
- جایزه ویژه هیئت داوران از جشنواره فیلم لوکارنو، سوئیس ۱۹۹۶، (بخاطر فیلم نون و گلدون)
- جایزه طلای جوانان از جشنواره فیلم لوکارنو، سوئیس ۱۹۹۶، (بخاطر فیلم نون و گلدون)
- یکی از ده فیلم برتر دهه ۹۰ از طرف مدیران جشنواره‌های جهانی، ۱۹۹۹، (بخاطر فیلم نون و گلدون)
- جایزه مدال طلا از طرف پارلمان ایتالیا از جشنواره فیلم ونیز، ایتالیا ۱۹۹۷، (بخاطر فیلم سکوت)
- جایزه انسان، هنر، طبیعت از جشنواره ونیز، ایتالیا ۱۹۹۷، (بخاطر فیلم سکوت)
- جایزه شهر ایسن دوژور، فرانسه ۱۹۹۸ (به خاطر مجموعه آثار)
- جایزه سردار هنر و ادبیات (شوالیه) فرانسه ۱۹۹۸، (بخاطر مجموعه آثار ادبی و سینمایی)
- جایزه بزرگ کلیساهای جهانی از جشنواره فیلم کن، فرانسه ۲۰۰۱، (بخاطر فیلم سفر قندهار)
- مدال طلای فدریکو فلینی از یونسکو در پاریس، فرانسه ۲۰۰۱، (بخاطر فیلم سفر قندهار)
- جایزه بهترین فیلم جشنواره آژاکسو فرانسه (بخاطر فیلم سفر قندهار) ۲۰۰۱
- جایزه «بهترین فیلم تماشاگران» از جشنواره بین‌المللی فیلم سینمای جنوب، فرانسه ۲۰۰۱، (بخاطر فیلم سفر قندهار)
- جایزه «بهترین کارگردانی» از جشنواره بین‌المللی فیلم آرسنال، لاتویا ۲۰۰۲ (بخاطر فیلم سفر قندهار)
- جایزه فرانسووا تروفو، از جشنواره فیلم جیفونی، ایتالیا ۲۰۰۲ (به خاطر مجموعه آثار)
- سفر قندهار یکی از صد فیلم برتر تاریخ سینمای جهان به انتخاب مجله تایم، آمریکا، ۲۰۰۵
- جایزه منتقدان بین‌المللی «فیپرشی» از جشنواره بین‌المللی فیلم تسالونیکی، یونان ۲۰۰۱ (بخاطر فیلم سفر قندهار)
- چهارمین دوره جشنواره مستند تسالونیکا افتخار یک عمر دستاوردهای هنری و مشارکت‌های انسان دوستانه ۲۰۰۲
- جایزه «بهترین فیلم» از جشنواره بین‌المللی فیلم داکیومنت آرت، آلمان ۲۰۰۲ (بخاطر فیلم الفبای افغان)
- جایزه بهترین سینماگر آسیای سال ۲۰۰۳ جشنواره پوسان کره جنوبی ۲۰۰۳
- جایزه روبر برسون ۲۰۱۹[۱۴]